# Mafalde
Le  mafalde, dette anche mafaldine o reginette, sono una forma di pasta prodotta esclusivamente con farine di grano duro ed acqua e sono originarie della Campania.

## Origini
A Napoli un tempo erano dette Fettuccelle ricche o Manfredi. Successivamente furono dedicate alla principessa Mafalda di Savoia e ribattezzate Reginette o Mafaldine .

Si prestano ad essere condite con vari sughi di carne, ad esempio nella cucina napoletana vengono condite con la ricotta precedentemente stemperata nel ragù napoletano, ed entrano spesso nella composizione della pasta mischiata.
Certe marche di pasta chiamano le mafaldine ricciarelli oppure reginette.